# Startbox (Modellbau)
Eine Startbox bezeichnet eine Fremdstarthilfe für Verbrennungsmotoren im Modellbau (Klein- und Kleinstmotoren), wie z. B. Glühzündermotoren. Sie besitzt einen kastenförmigen Aufbau, auf dem das Modell (Modellauto, Bootsmodell etc.) in einer vordefinierten Position fixiert wird. Beim Einschalten der Startbox wird eine Reibrolle, die von einem Elektromotor angetrieben wird, an die Schwungscheibe des Modell-Verbrennungsmotors gedrückt und dieser damit gestartet. Während früher die Startbox häufig Selbstbauten waren und in der Praxis der Elektromotor oftmals durch eine Autobatterie mit Energie versorgt wurde, gibt es heute industriell gefertigte Startboxen (z. B. für den RC-Car-Bereich) zu kaufen.